# Karl Ettl
Karl Ettl (19. Februar 1899 in Wien – 19. Oktober 1956 ebenda) war ein österreichischer Opernsänger (Bass). Er war von 1924 bis 1945 Ensemblemitglied der Wiener Staatsoper und gastierte regelmäßig bei den Salzburger Festspielen.

## Leben und Werk
Ettl war von 1916 bis 1920 Mitglied der Peterlini-Sängerknaben, eines Wiener Knabenchors und Vorläufers der Wiener Sängerknaben. Nach seinem Gesangsstudium wurde er 1924 von Richard Strauss an die Wiener Staatsoper engagiert und debütierte dort am 6. September 1924 als Zweiter Geharnischter in Die Zauberflöte.
Er wurde meist in kleinen und kleinsten Rollen, sogenannten „Chargen“ besetzt, sang aber auch mittlere Parien und regelmäßig diverse Comprimario-Rollen. Insgesamt verkörperte Ettl an der Wiener Staatsoper 135 Rollen in 86 Opern. Ettl wirkte auch in einer Reihe von Premieren mit, beispielsweise 1933 als Gralsritter in Parsifal, 1937 als Illo in der Uraufführung von Jaromír Weinbergers Oper Wallenstein oder 1943 als Steuermann in Tristan und Isolde.
Zu seinen mittleren Rollen an der Wiener Staatsoper gehörten Cesare Angelotti in Tosca, Titurel (Parsifal), Zuniga in Carmen, der König in Aida, Micha in Die verkaufte Braut, Kuno in Der Freischütz und drei Rollen in Mozart-Opern, der Masetto in Don Giovanni sowie Don Bartolo und Antonio in Die Hochzeit des Figaro.
Ettl hat nur wenige Hauptrollen übertragen bekommen, einmal sang er den Fafner, zweimal den Fasolt in Das Rheingold, mutmaßlich als Einspringer. Er stand auch nach dem Ausbruch des Zweiten Weltkriegs fast täglich auf der Bühne der Staatsoper. Seine letzte Vorstellung im Haus am Ring war Die verkaufte Braut am 26. Juni 1944, in der er zum 100. Male den Micha verkörperte.
1928 und 1936 gastierte er mit dem Ensemble der Wiener Staatsoper an der Grand Opéra in Paris.
Bei den Salzburger Festspielen debütierte er im August 1928 als Zweiter Gefangener in Fidelio sowie als Zweiter Priester und Zweiter Geharnischter (Die Zauberflöte). Von da an wurde er bis 1939 alljährlich erneut für Oper oder Konzert nach Salzburg eingeladen, als Reinmar von Zweter in Tannhäuser, als Notar und Polizeikommissar in Der Rosenkavalier, aber auch als Masetto, den er während acht Festspieljahren verkörperte, und als Don Bartolo. 1941 trat er als Polizeikommissar (Der Rosenkavalier) das letzte Mal in Salzburg auf.
Seine kraftvolle Stimme konnte Ettl überwiegend im Konzertsaal oder im Rahmen von Gottesdiensten zur Geltung bringen. Regelmäßig wirkte er an Sonntagen als Solist bei Aufführungen der Wiener Sängerknaben in der Hofburgkapelle mit. Er war ein gefragter Solist in geistlichen und weltlichen Werken. Verbürgt sind Auftritte in höchst unterschiedlichen Kontexten, beispielsweise am 13. und 14. März 1925 bei Arbeiter-Sinfonie-Konzerten, in deren Rahmen Liszts Arbeiterchor gegeben wurde, oder in der Pfarrkirche Böheimkirchen, in der beim Hochamt Mozarts Krönungsmesse aufgeführt wurde. Bei den Salzburger Festspielen übernahm er in elf Konzerten die Bass-Soli.
Ettls Konzertrepertoire reichte von Mozart (Große Messe in c-Moll und weitere Kirchenmusik, beispielsweise KV 277 und KV 339) über Beethovens Missa solemnis, die Ettl dreimal in Salzburg sang, bis Bruckners Messe in f-Moll und Liszts Christus-Oratorium.
1944 wurde er zum Kriegsdienst verpflichtet. Sein Schicksal nach Kriegsende ist unbekannt. In Oper und Konzertsaal ist er wohl nicht mehr aufgetreten. Karl Ettl starb 1956 in Wien.